# Ramon Bordes
Ramon Bordes (? s.XVII - Barcelona s.XVIII) fou militar català durant la Guerra de Successió Espanyola.
El Tinent Coronel Bordes fou Cap de la Companyia de la Quietud durant el Setge de Barcelona (1713-1714). Aquesta unitat fou creada per mantenir l'ordre públic a la Capital de Catalunya.